# Habituación
La habituación es la reducción o incluso la desaparición de la sensación en la percepción de un estímulo, a pesar de la permanencia de la estimulación sensorial —tanto en intensidad como en duración— cuando esta disminución de la sensación obedece a procesos fisiológicos que tienen lugar en el SNC. Si la disminución se debe a la acción de los receptores sensoriales (SNP o receptores específicos), no se habla de habitación, sino de adaptación sensorial. La habituación se puede considerar la forma más primitiva de aprendizaje, y se da en todos los niveles del organismo, desde el celular hasta el psicológico. Un ejemplo típico se da cuando se trabaja en un ambiente ruidoso: la habituación al ruido produce que este se perciba como menos intenso de lo que es.
El proceso opuesto a la habituación es la sensibilización, que consiste en el aumento de la respuesta ante un estímulo (debido a que sea nuevo o a que sea perjudicial). Habituación y sensibilización son procesos fundamentales en la adaptación de un organismo a su ambiente. 
La habituación tiene un claro valor evolutivo, porque contribuye a la adaptabilidad del organismo. En cualquier situación, por simple que sea, intervienen tantos estímulos que si el organismo tuviera que responder a todos su conducta sería caótica. La habituación es un descenso de la respuesta ante un estímulo moderado o repetitivo, por lo que se reduce la reactividad a los estímulos irrelevantes y la conducta se organiza y dirige a responder solo a algunos estímulos, en principio más relevantes.
La habituación (al igual que la sensibilización) no es una conducta innata. Por el contrario, se trata de verdadero aprendizaje, ya que representa un cambio de conducta a partir de la experiencia. Sin embargo, dado que dicha experiencia se refiere a un único estímulo, se trata de un aprendizaje no asociativo (no se da una asociación de sucesos).
Algunos de los parámetros que influyen en la habituación son el tipo de respuesta, la intensidad del estímulo, los intervalos de repetición del estímulo, el estado de motivación, etc.